# Leila Benali
Leila Benali, es una ingeniera y política marroquí experta internacional en energías. Desde el 7 de octubre de 2021 es la ministra de Transición Energética y Desarrollo Sostenible en el gobierno de Aziz Ajanuch.

## Trayectoria
Formada en la Escuela de Ingenieros Mohammedia, el Instituto de Estudios Políticos de París y la Ecole Centrale Paris, tiene una DEA en ciencias políticas y un doctorado en economía energética.
Inició su trayectoria profesional como ingeniera industrial en la ONA  (1998-2000) y Schlumberger (2000-2001). De 2000 a 2015 fue directora de África y Oriente Medio de IHS Markit. De 2014 a diciembre de 2018 trabajó en la empresa saudí Aramcoy en la Arab Petroleum Investment Company (APICORP). Desde 2018 es miembro de la comisión de expertos en energías fósiles de Naciones Unidas.
En 2016, fue nombrada como "Líder del futuro" por el Petroleum Economist, como una de las personas con más probabilidades de dar forma al futuro de la industria. En 2019, fue nombrada por el rey Mohammed VI de Marruecos miembro de la Comisión Especial sobre el Modelo de Desarrollo (CSMD) de Marruecos.
En octubre de 2021 fue nombrada Ministra de Transición Energética y Sostenible
Ha publicado numerosos artículos y libros sobre energía, reformas y riqueza sostenible.
En mayo de 2024, Leila Benali era sospechosa de tener un conflicto de intereses debido a una supuesta relación con el fundador de un grupo minero australiano.